# Dendrobeania sessilis
Dendrobeania sessilis is een mosdiertjessoort uit de familie van de Bugulidae. De wetenschappelijke naam van de soort is voor het eerst geldig gepubliceerd in 1974 door d'Hondt.